# Blocksberg (Berg)

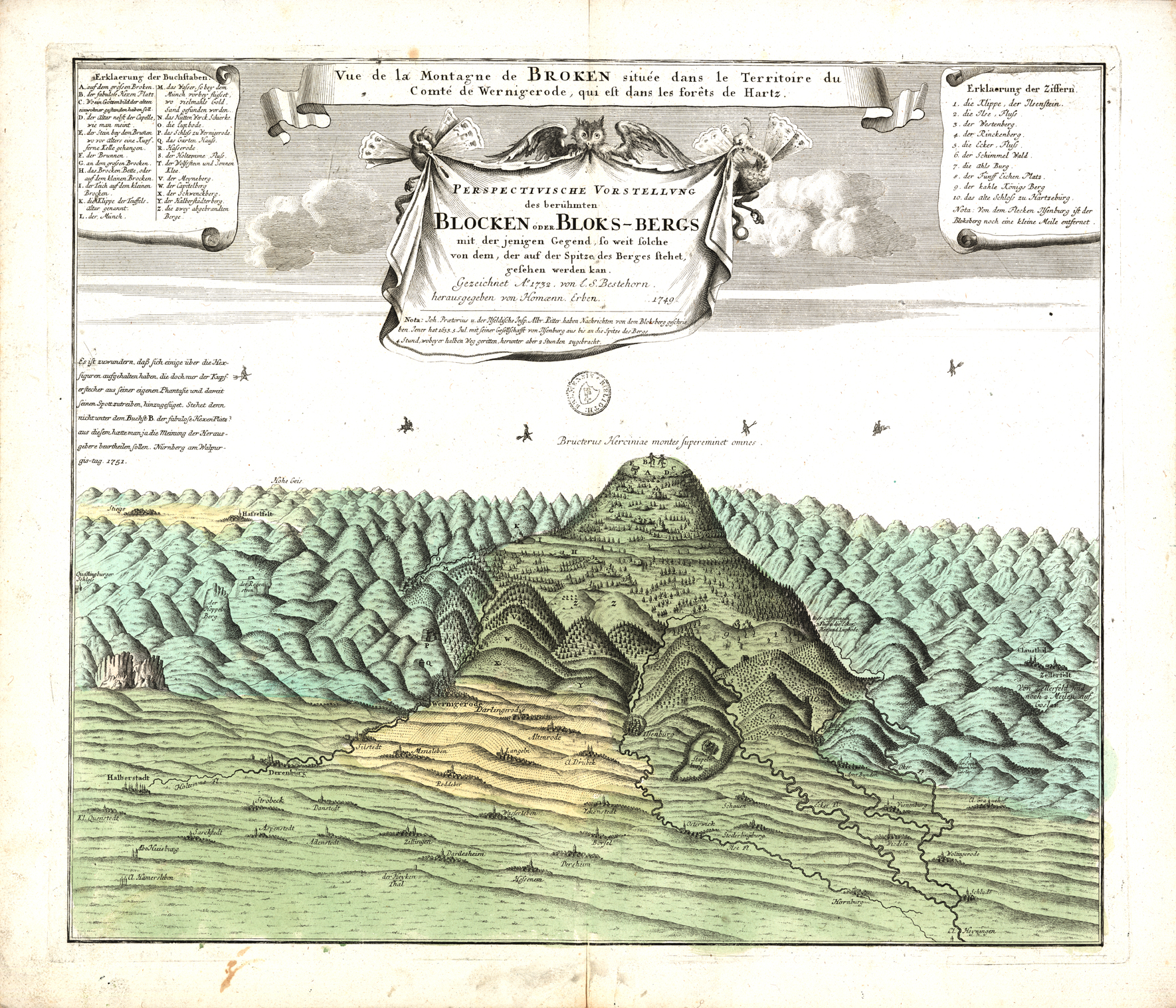
Illustration des Blocksbergs (Brocken) von L. S. Bestehorn, 1732

Blocksberg ist heute in erster Linie eine andere Bezeichnung für den Brocken im Harz. Auch andere Erhebungen in Europa tragen oder trugen diesen Namen. Er wird fast ausschließlich in Verbindung mit Hexen (speziell Brockenhexen) und der Hexenverfolgung verwendet.

## Name

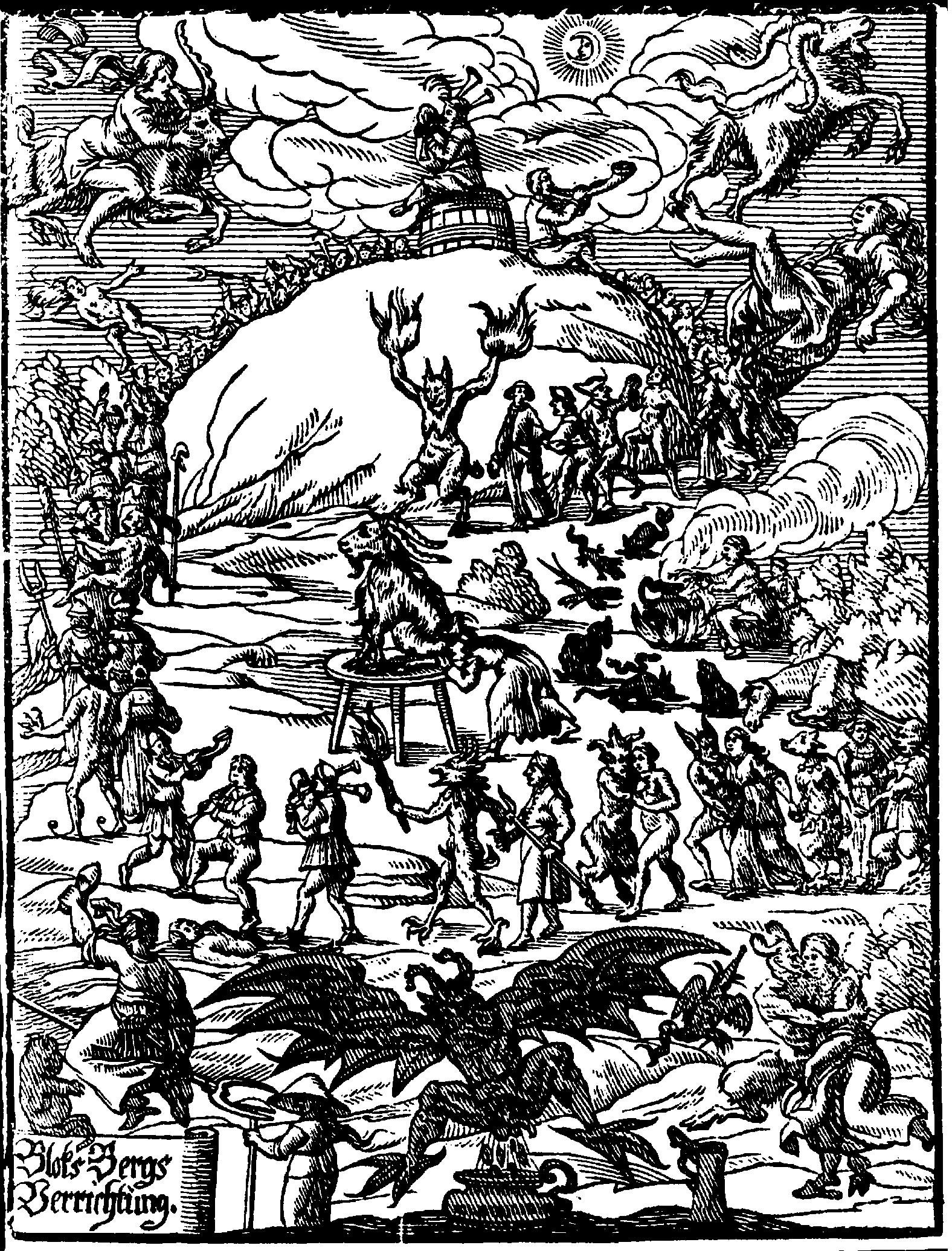
Johannes Praetorius: „Bloks Bergs Verrichtung,“ Leipzig 1668

Der Ursprung des Namens Blocksberg liegt in der Bedeutung des Ausdrucks „Block“ oder „Klotz“ für das Hexenwesen; dort spielt er eine große Rolle: Block, Hackeblock und Klötzchen sind Namen von Zauberinnen; Bockhack und Hackeblock heißen Spiele, die in Beziehung zu Hexen stehen. Der Name Blåkulla in Schweden hat zudem die gleiche Bedeutung.
Im slawischen und deutsch-slawischen Raum gab es ursprünglich zahlreiche Erhebungen, die als Hexenberge galten und den Namen Blocksberg trugen. Die Bezeichnung wurde vor allem im Niederdeutschen für verschiedene Berge verwendet, die als Treffpunkt für Hexenversammlungen z. B. in der Walpurgisnacht galten.
Die erste Erwähnung des Namens findet sich im Jahr 1485 in einem Lübecker Gebetbuch als „Blokkesberghe“.
Die synonyme Verbreitung dieser Bezeichnung für den Brocken entstand durch das Werk Blockes-Berges Verrichtung von Johannes Praetorius aus dem Jahr 1668. (Digitalisat und Volltext im Deutschen Textarchiv)
Im Jahre 1717 wurde erstmals der Name eines abgelegenen Flensburger Gebietes dokumentiert, das den Namen Blocksberg trägt.

## Entwicklung unter den Hexenversammlungsplätzen
Bis zum 16. Jahrhundert wurden nur sehr selten genaue Orte der Hexenversammlungen genannt. Zunächst erscheinen Plätze wie die Heide von Baraona, die Landes bei Bordeaux oder Felsen wie der Puy de Dôme in Frankreich, der Dovrefjell in Norwegen, die Hekla auf Island, Kyöpelinvuori in Finnland und der Meeresfelsen Blåkulla („blauer Hügel“) in Schweden. In Deutschland galten unter anderen im Schwarzwald vor allem der Kandel, der Heuberg mit seinem „Hexenturm“ Heuberger Warte bei Rottenburg am Neckar und der Staffelberg in Franken als Hexenberge. Im 17. Jahrhundert werden außerdem der Hörselberg in Thüringen und der Bocksberg in Niedersachsen genannt.
Zur Zeit der Hexenverfolgung entstanden im Volk die Erzählungen über Hexen, in denen verschiedene Berge als Versammlungsplätze oder Hexentanzplätze auftauchen. Im Laufe der Zeit unterschieden sich diese Geschichten immer weniger voneinander, so dass sich bestimmte Berge zu überregionalen Hexenbergen entwickelten. In der zweiten Hälfte des 16. Jahrhunderts behaupten sich so neben dem Brocken unter anderen der Heuberg und der Staffelberg. Zudem wurde manchmal auch bei Venusbergen ein Zusammenhang zu Hexen gezogen.

## Abklingen des Wahns
Speziell in seiner Quaestio Nona nimmt sich der Jurist und Diplomat Justus Oldekop in seiner Streitschrift wider Benedict Carpzov 1659 besonders der Sitzung des Teufels und der „corporalem exportationem Veneficorum et sagarum (Giftmischer und Hexen) in montem Bructerorum, uffm Blocksberge“ und anderswo an, und stellt diese Dinge – wie schon in früheren Schriften – als leere Phantasie und plumpen Aberglauben dar.

## Trivia
Die Kinderbuchfigur Bibi Blocksberg wurde nach dem Blocksberg benannt.